# Thyreus surniculus
Thyreus surniculus är en biart som beskrevs av Maurits Anne Lieftinck 1959. Thyreus surniculus ingår i släktet Thyreus och familjen långtungebin. Inga underarter finns listade i Catalogue of Life.